# La tentación de San Antonio (Cézanne, París)
La tentación de San Antonio es un cuadro de óleo sobre lienzo de 47x56 cm realizado entre el 1875 y el 1877 por el pintor Paul Cézanne. 
Se conserva en el Museo de Orsay de París.